# Шас (Черногория)
Шас (черног. Šas) — село в Черногории, к северу от озера Шаско, на правом берегу реки Бояна, близ границы с Албанией. Относится к общине Улцинь.

## История
На берегу озера Шаско, недалеко от Шаса находятся руины средневекового города Свач (Свагио, Svač).
Свач основан в начале VI века византийским императором Юстинианом I.
Около 1183 года Свач завоеван сербским жупаном Рашки Стефаном Неманей. Был независимым городом, чеканил монету.
В начале 1242 года Каттаро, Дривасто и Свач разграбили монголы из корпуса Кадана, истребляя жителей.
Королева Сербии Елена Анжуйская восстановила город в конце XIII века.
К 1575 году город был покинут жителями.